# Dagâța (gmina)
Dagâța – gmina w Rumunii, w okręgu Jassy. Obejmuje miejscowości Bălușești, Boatca, Buzdug, Dagâța, Mănăstirea, Piscu Rusului, Poienile, Tarnița i Zece Prăjini. W 2011 roku liczyła 4559 mieszkańców.